# Buster Munk
Buster Brinkmann Munk (født 6. april 1984 i Danmark) er en dansk tidligere fodboldspiller. 

## Karriere
For godt og vel 4 år inden Munk skiftede til Aarhus Fremad, havde han spillet for HI, som fungerede som Vendsyssel FFs (daværende FC Hjørring) reservedivisionshold. Herefter skiftede han i 2005 til Aarhus Fremad, hvor han i spillede som amatør, men i 2008 underskrev en kontrakt med.
Den 1. september 2009 bekræftede kilder, at Munk var skiftet til Vendsyssel FF. Den 10. juni 2016 blev det offentliggjort, at Buster Munk stoppede karrieren. Han blev i stedet ansat i klubbens salgsafdeling.